# Parmavallaby
Parmavallaby (Macropus parma) är en pungdjursart som beskrevs av George Robert Waterhouse 1846. Macropus parma ingår i släktet Macropus, och familjen kängurudjur. IUCN kategoriserar arten globalt som nära hotad. Inga underarter finns listade.
Artepitetet i det vetenskapliga namnet är beteckningen för djuret i aboriginers språk i regionen Illawarra.

## Utseende
Arten blir med svans ungefär 100 cm lång och den väger 2,6 till 5,9 kg. Parmavallabyn är så den minsta medlemmen i släktet Macropus. Svansen har cirka samma längd som huvud och bål tillsammans. På bålens ovansida förekommer brun päls och huvudet är mer gråbrun. Det finns en tydlig gräns mot den ljusgråa till vita undersidan, inklusive främre halsen och hakan. Kännetecknande är en vit strimma på kinderna som nästan är horisontal. Liksom andra släktmedlemmar har parmavallabyn stora, kraftiga bakre extremiteter och korta främre extremiteter. Hannens armar är däremot något längre än honans armar.

## Utbredning
Pungdjuret förekommer i östra Australien (New South Wales) och vistas där i låglandet och på upp till 1 000 meter höga bergstrakter. Arten introducerades av människan på Kauwau Island som tillhör Nya Zeeland. Habitatet utgörs av olika slags skogar.

## Ekologi
Djuret är nattaktiv och sover på dagen i ett gömställe. Vanligen söker en liten flock med två eller tre individer tillsammans efter föda. Parmavallabyn äter främst gräs och örter. Kort efter födelsen parar sig honan igen. Det befruktade ägget vilar så länge syskonet lever i moderns pung (marsupium). Den egentliga dräktigheten varar 30 till 32 dagar och sedan föds en enda unge per kull. Den kravlar till pungen och stannar där ungefär 175 dagar. Ungen diar sin mor ytterligare några dagar när den lever utanför pungen. Hos individer som hölls i fångenskap blev honor efter 11 till 16 månader könsmogna. Hos hannar infaller könsmognaden efter cirka 22 månader. Hannen deltar inte i ungens uppfostring.
Vid parningen har hannen ett läte som påminner om hönsens kluckande. Honan har däremot ett väsande läte.
I naturen kan parmavallabyn leva 6 till 8 år och exemplar i fångenskap blev 11 till 15 år gamla.
Som arten, eller bara ungarnas, ursprungliga naturliga fiender antas rovlevande fåglar och större ormar. Kontinentens ursprungsbefolkning introducerade dingon och européerna införde rödräven.

## Bildgalleri

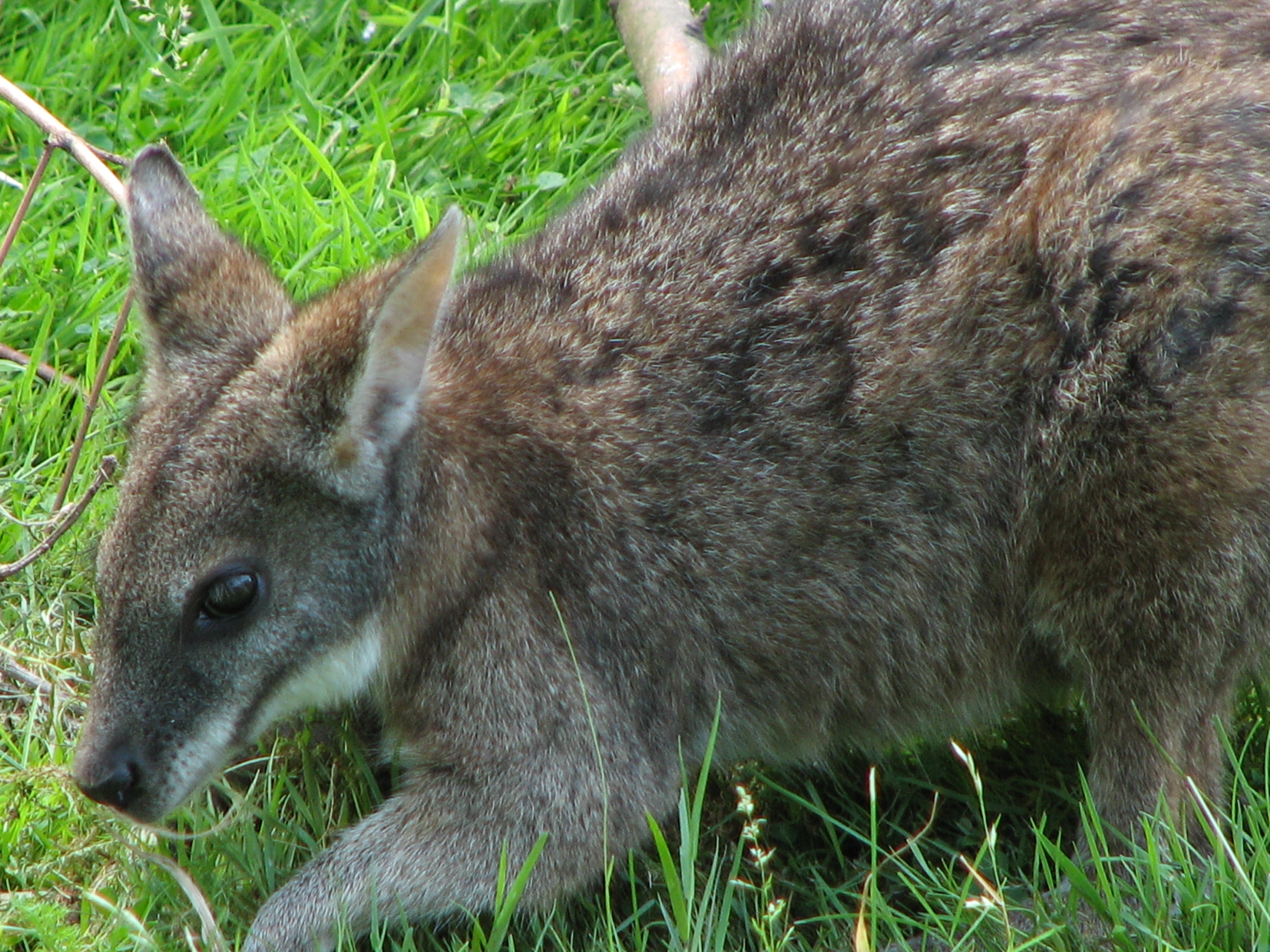
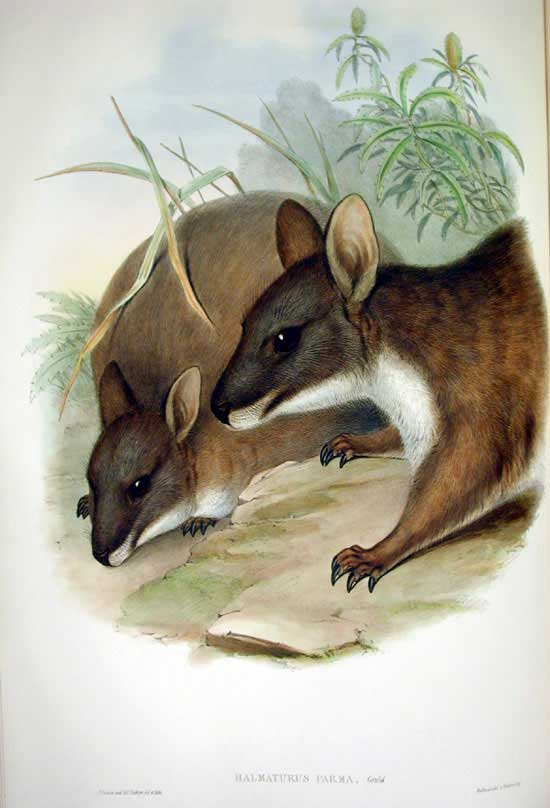
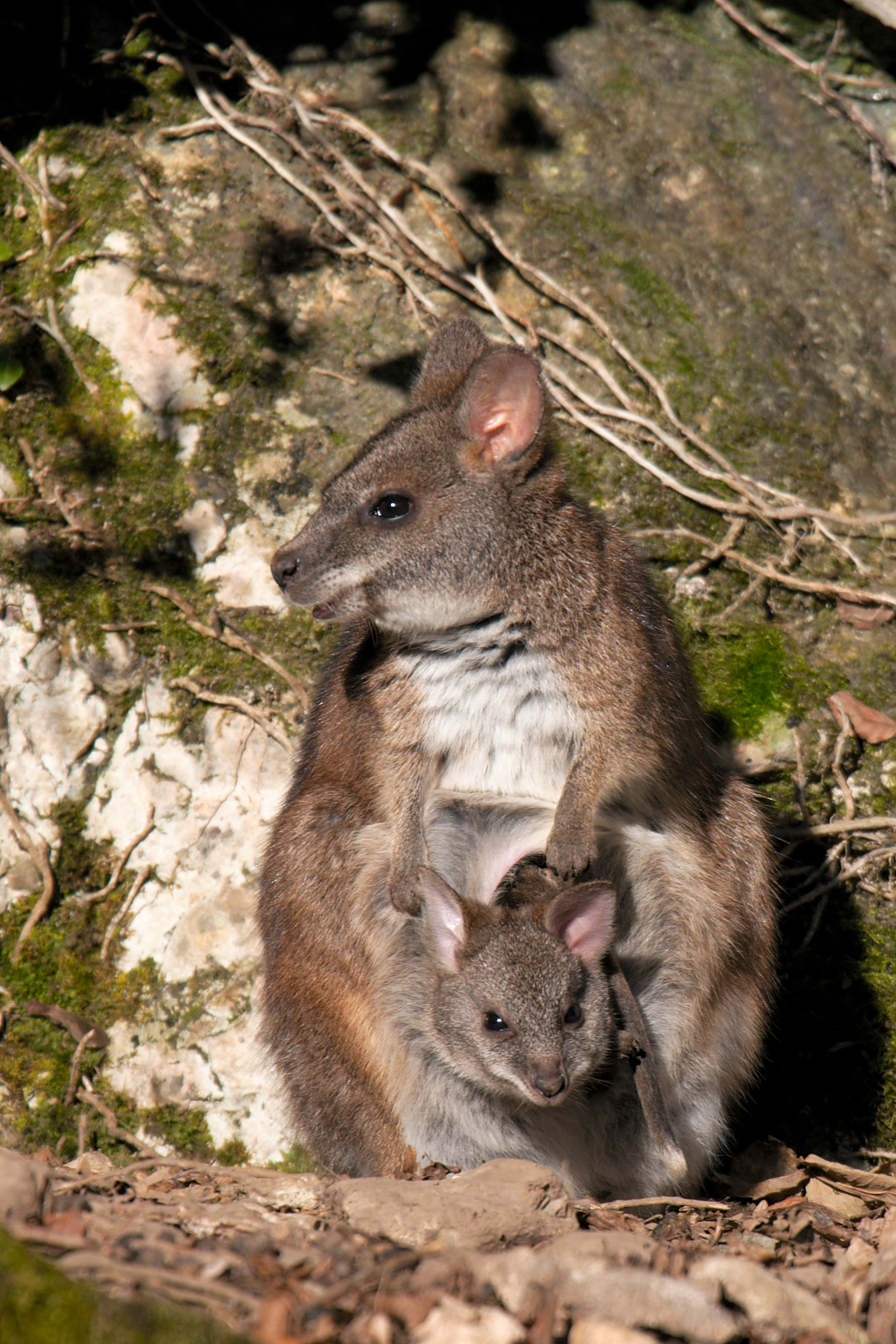